# Акчи (повіт)
40°56′16″ пн. ш. 78°27′00″ сх. д. / 40.93772° пн. ш. 78.44994° сх. д.
Акчи (кит. 阿合奇县, пін. Āhéqí Xiàn, трансліт. Akqi) — один із повітів КНР у складі Кизилсу-Киргизької автономної префектури, СУАР. Адміністративний центр — містечко Акчи.

## Географія
Акчи лежить у долині Тошкану, між основним пасмом Тянь-Шаню та бічним хребтом Каратеке.

### Клімат
Повіт знаходиться у зоні, котра характеризується кліматом помірних степів. Найтепліший місяць — липень із середньою температурою 19,4 °C. Найхолодніший місяць — січень, із середньою температурою -9 °С.
| Клімат повіту Акчи                                 | Клімат повіту Акчи | Клімат повіту Акчи | Клімат повіту Акчи | Клімат повіту Акчи | Клімат повіту Акчи | Клімат повіту Акчи | Клімат повіту Акчи | Клімат повіту Акчи | Клімат повіту Акчи | Клімат повіту Акчи | Клімат повіту Акчи | Клімат повіту Акчи | Клімат повіту Акчи |
| Показник                                           | Січ.               | Лют.               | Бер.               | Квіт.              | Трав.              | Черв.              | Лип.               | Серп.              | Вер.               | Жовт.              | Лист.              | Груд.              | Рік                |
| Середній максимум, °C                              | −2,4               | 1                  | 9,1                | 16,9               | 21,2               | 24,6               | 26,7               | 25,5               | 21,3               | 14,6               | 6,4                | −0,1               | 13,7               |
| Середня температура, °C                            | −9                 | −5                 | 3                  | 10,3               | 14,4               | 17,6               | 19,4               | 18,3               | 14,2               | 7,7                | 0,1                | −6,7               | 7                  |
| Середній мінімум, °C                               | −13,9              | −10,2              | −2,3               | 4,5                | 8,6                | 11,9               | 13,5               | 12,7               | 8,6                | 2,4                | −4,4               | −11,2              | 1,7                |
| Норма опадів, мм                                   | 2                  | 6                  | 10.1               | 19.2               | 34.9               | 34.5               | 50.2               | 57.3               | 43.2               | 8.8                | 2.5                | 2                  | 270.7              |
| Вологість повітря, %                               | 60                 | 58                 | 49                 | 42                 | 45                 | 47                 | 50                 | 54                 | 54                 | 52                 | 57                 | 60                 | 52                 |
| -------------------------------------------------- | ------------------ | ------------------ | ------------------ | ------------------ | ------------------ | ------------------ | ------------------ | ------------------ | ------------------ | ------------------ | ------------------ | ------------------ | ------------------ |
| Джерело: Дані метеостанції №51711 (КНР, 1991-2020) |                    |                    |                    |                    |                    |                    |                    |                    |                    |                    |                    |                    |                    |